# Moßbach

Blick auf den Ort

Moßbach ist eine Gemeinde in der Verwaltungsgemeinschaft Seenplatte im thüringischen Saale-Orla-Kreis.

## Geografie
Moßbach liegt mit dem eingemeindeten Ortsteil Reinsdorf in einer Mulde eines Hochplateaus des Südostthüringer Schiefergebirges umrahmt von Wald und Seen der Seenplatte. Außerdem durchschneidet die Bundesautobahn 9 die Gemarkungen beider Orte. Über eine Nahverkehrsstraße sind die Orte gut zu erreichen.

### Geologie
Sowohl die Gemarkung von Moßbach als auch die von Reinsdorf liegen im Südostthüringer Schiefergebirge. Diese Böden mit einem hohen Feinerdeanteil und einem hohen Humusgehalt sind unter den vorhandenen Klimabedingungen ertragreich und sicher.

### Nachbargemeinden
Nachbargemeinden sind: Dittersdorf, Plothen, Neustadt an der Orla, und Tegau.

## Geschichte
Moßbach wurde 1326 erstmals als Mosebach urkundlich erwähnt. Der Name stammt von dem durch Moßbach hindurchfließenden Bach, der auffällig mit Moos bewachsen war. Der Anger im Ortszentrum deutet darauf hin, dass es sich um eine typische slawische Ansiedlung gehandelt hat.
In Moßbach gab es zwei Rittergüter, das größere der beiden wurde 1699 von dem Adelsgeschlecht von Schütz gegründet. 1923 bewirtschaftete der Pächter Max Schmeißer das Rittergut mit 182 ha. Das andere Gut mit 100 ha leitete Herr Neuenhoff aus Triptis.
Während des Zweiten Weltkrieges mussten Arbeitskräfte aus Polen auf den Rittergütern Zwangsarbeit leisten. Beide Güter wurden nach dem Zweiten Weltkrieg nach den Beschlüssen der sowjetischen Siegermacht und später der DDR widerrechtlich enteignet. Das Land und das Inventar erhielten landarme Bauern und Umsiedler übereignet.

## Sehenswürdigkeiten

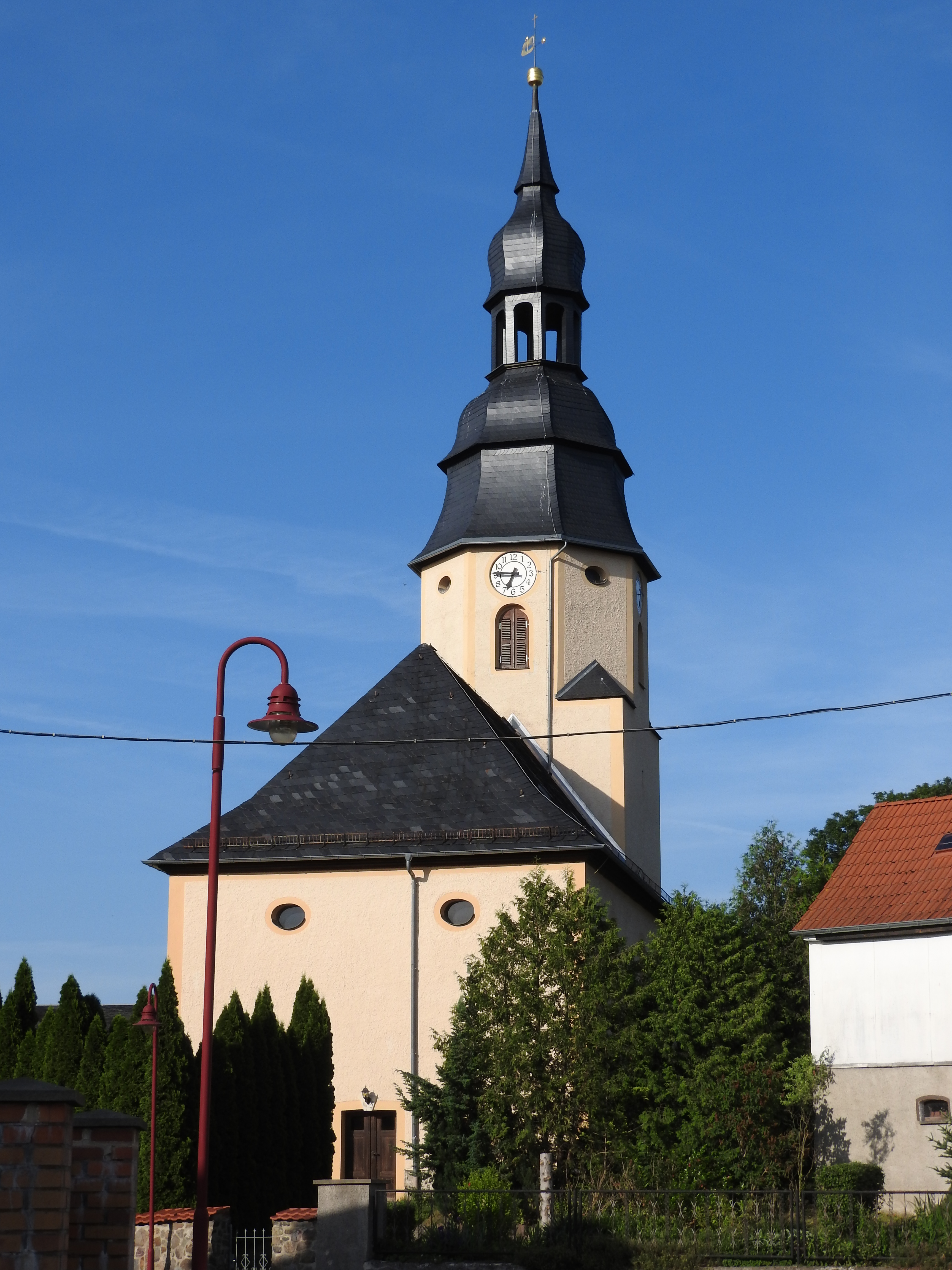
Dorfkirche Moßbach

- Dorfkirche Moßbach

## Wirtschaft und Infrastruktur
Der Ort ist landwirtschaftlich geprägt. Nach der Wende fand man neue Formen der Landarbeit. Auch die günstige Lage zur Autobahnabfahrt brachte Investoren in das Dorf.

### Einwohnerentwicklung
Nach dem Zweiten Weltkrieg hatte Moßbach kurzzeitig über 900 Einwohner. Nach der Umstrukturierung der Landwirtschaft ging die Einwohnerzahl jedoch stetig zurück.
Entwicklung der Einwohnerzahl (jeweils 31. Dezember):
| - 1994: 460 - 1995: 450 - 1996: 453 - 1997: 473 - 1998: 464 - 1999: 453 | - 2000: 444 - 2001: 441 - 2002: 441 - 2003: 443 - 2004: 439 - 2005: 439 | - 2006: 431 - 2007: 431 - 2008: 428 - 2009: 415 - 2010: 409 - 2011: 413 | - 2012: 425 - 2013: 411 - 2014: 405 - 2015: 399 - 2016: 399 - 2017: 398 | - 2018: 411 - 2019: 413 - 2020: 403 - 2021: 393 - 2022: 400 |

Datenquelle: Thüringer Landesamt für Statistik

### Verkehr
Der Bahnhof Moßbach (b Neustadt/Orla) lag an der Bahnstrecke Triptis–Marxgrün. Diese ist stillgelegt.

## Politik

### Wappen
Blasonierung: „Durch einen blauen Wellenfaden geteilt von Silber über Gold; oben ein grüner Pflug und unten ein schwarzer, gold gekrönter und bewehrter Adlerkopf, beseitet von je einer grünen Ähre.“
Moßbach hatte über circa 40 Jahre ein Wappen, das wohl ein guter Zeichner entworfen hat. Zu DDR-Zeiten wurde es nicht im Siegel geführt. Der Grund war die fehlende heraldische Begründung. Es hatte deshalb auch nach der Wende nur symbolischen Charakter. 1999 beauftragte die Gemeinde den Grafiker Manfred Fischer aus Goßwitz, für Moßbach ein neues heraldisch begründetes Wappen zu entwerfen, das dann auch vom Gemeinderat beschlossen wurde.
Auf den vorwiegend landwirtschaftlichen Charakter des Ortes verweisen im Wappen der Pflug und die Ähren, während sich der Wellenfaden auf den namensgebenden Bach bezieht. Das Wappen der Schütz von Moßbach zeigt in Gold einen schwarzen Adlerkopf mit goldener Krone, der ins Gemeindewappen übernommen wurde.

### Flagge
Die Flagge der Gemeinde ist grün-gelb gestreift und trägt das Gemeindewappen.

## Persönlichkeiten
- Joseph Clauder (1586–1653), Kirchenliedkomponist, geboren in Moßbach